# Cnecomymar major
Cnecomymar major är en stekelart som beskrevs av Dmitriy Alekseevich Ogloblin 1963. Cnecomymar major ingår i släktet Cnecomymar och familjen dvärgsteklar. Inga underarter finns listade i Catalogue of Life.